# The Antarctic Sun
The Antarctic Sun (česky: Antarktické slunce) je název týdeníku, vydávaného od roku 1996 antarktickým programem USA. Noviny jsou přístupné on-line. Jejich obsahem jsou "zprávy o Antarktickém programu USA (USAP), ledu a lidech". Týdeník je vydáván vždy v době antarktického léta, od října do února.